# Canale di Brazza
Il canale di Brazza o della Brazza (in croato Brački kanal), è il tratto di mare Adriatico che si trova a sud-est di Spalato tra l'isola di Brazza e la costa dalmata centrale, in Croazia, nella regione spalatino-dalmata.

## Geografia
A occidente il canale di Brazza non ha un confine naturale: esso è dato genericamente dalla linea immaginaria che va dal porto meridionale di Spalato a punta San Giorgio (rt Gomilica), l'estremità nord-ovest di Brazza. Il medesimo confine segna la fine del canale di Spalato (Splitski kanal). Il limite nord/nord-est è segnato dalla costa dalmata, quello meridionale dalla costa nord di Brazza. Al termine sud-orientale del canale di Brazza, tra San Martino della Brazza (Sumartin) e il porto di Macarsca, si entra nel canale di Lesina (Hvarski kanal). La lunghezza approssimativa del canale di Brazza è di 22 M, la sua ampiezza minima è di 5,2 km. Non ci sono isole nel canale.

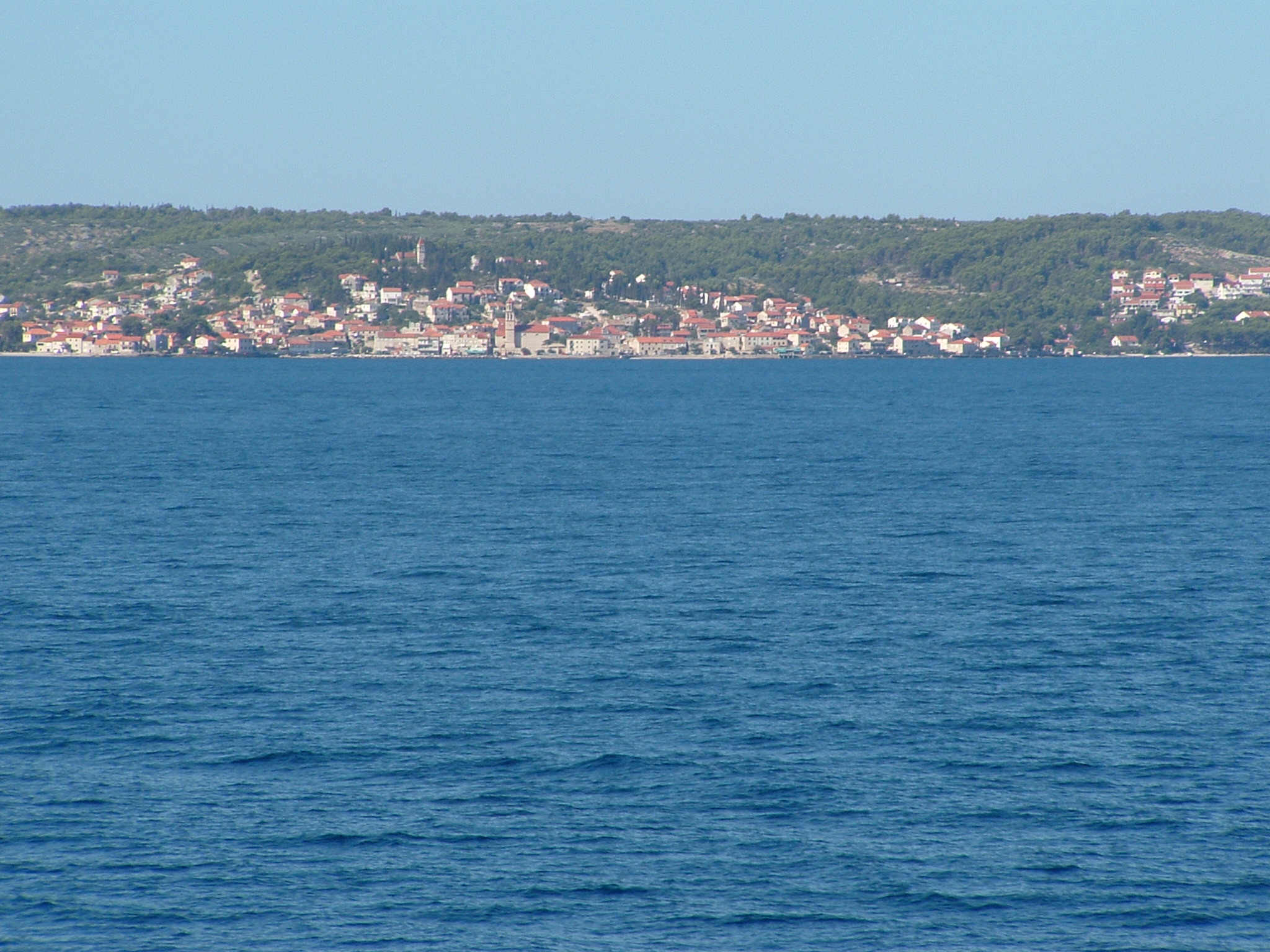
Il canale di fronte a San Pietro di Brazza.

Si immettono nel canale di Brazza: il fiume Cettina (Cetina), che sfocia ad Almissa (Omiš), e il piccolo Cernovizza (Žrnovnica) che sfocia nella valle Stobrezio (uvala Stobreč) a est dell'omonima cittadina. Le maggiori insenature che si affacciano sul canale, oltre alla sunnominata valle Stobrezio sulla costa dalmata, sono due insenature sul lato nord di Brazza: porto Pucischie o Pocischie (luka Pučišće), il cui ingresso di punta San Nicolò (rt Sv. Nikola) è segnalato da un faro; e l'ampia baia a ovest di Povia (Povlja) compresa tra punta Zoche (Crni rat) e punta Sant'Antonio (rt Povlja). Quest'ultima si suddivide in quattro insenature minori: porto di Povia o Povie (uvala Povlja), Boggnaluca (uvala Bognja), Tocignoc (uvala Točinjak) e Luche (Luka); l'ingresso a punta Sant'Antonio è segnalato da un faro.

### Cartografia
- (HR) Mappa topografica della Croazia 1:25000, su preglednik.arkod.hr. URL consultato il 13 settembre 2017.
- G. Giani, Carta prospettiva delle Comuni censuarie della Dalmazia, foglio 8, 1839. Fondo Miscellanea cartografica catastale, Archivio di Stato di Trieste.
- Carta di cabottaggio del mare Adriatico, foglio IX, Milano, Istituto geografico militare, 1822-1824. URL consultato il 18 marzo 2021 (archiviato dall'url originale il 13 aprile 2013).